# Congrès de la FIFA de 2015
Le congrès de la FIFA de 2015 est le 65e congrès de la Fédération internationale de football association s'ouvrant le 29 mai 2015 à Zurich, en Suisse. Survenant dans le cadre d'une affaire de corruption, il réélit Sepp Blatter pour un cinquième mandat et apaise un conflit entre les fédérations israélienne et palestinienne. Le 2 juin, quelques jours après le congrès, Sepp Blatter démissionne finalement.

## Contexte
Le congrès s'ouvre deux jours après l'arrestation de dirigeants de la FIFA à Zurich à la suite d'une enquête pour corruption sur une durée de 25 ans.
À l'ordre du jour, figure l'élection d'un nouveau président, poste pour lequel deux candidats sont en lice, le président sortant Sepp Blatter, et le prince jordanien Ali ben Al Hussein, vice-président de la FIFA pour l'Asie élu en 2011.
Le second disposait alors, selon les analystes, du soutien de la plupart des fédérations européennes, et d'Amérique du Nord, tandis que le premier conserve le support des fédérations africaines, asiatiques ou océaniennes ,
Michel Platini, président de l'UEFA, agite la menace d'un boycott de la participation des pays européens à la Coupe du monde de football de 2018 si Sepp Blatter est réélu. Auparavant, il lui a demandé de démissionner de ses fonctions. Le premier ministre britannique, David Cameron, en déplacement à Berlin pour rencontrer Angela Merkel, déclare que Blatter « devrait partir » et justifie son opinion ainsi : « Vous ne pouvez pas avoir d'accusation de corruption à ce niveau et à cette échelle au sein de l'organisation et prétendre que la personne actuellement à sa tête est la bonne personne pour la faire avancer »,.

## Discours d'inauguration du congrès
Le président sortant, dans son discours d'inauguration pour l'ouverture du congrès, se défend des accusations de corruption en disant qu'il est impossible pour la FIFA de s'en prémunir, du fait que l'association touche 1,6 milliard de personnes, chiffre obtenu sur base des 300 millions de footballeurs amateurs membres de clubs affiliés aux organisations membres de la FIFA, étendu à leurs proches et famille,. Ce discours de défense, long de 22 minutes, a été qualifié par un journaliste sportif du Times comme le pire jamais entendu.

## Alerte à la bombe
À midi, une alerte à la bombe est reçue par la police de Zurich ; trois quart d'heure plus tard, il s'avère que c'était une simple menace, sans qu'une bombe ne soit effectivement dans le bâtiment.

## Motion de la Palestine visant à la suspension d'Israël
Dans le cadre du conflit général israélo-palestinien, un conflit oppose les fédérations de football d'Israël et de Palestine, notamment sur la mobilité des joueurs.
La Palestine souhaite déposer une motion visant à la suspension d'Israël de la FIFA. La veille du congrès, des manifestations éclatent dans la bande de Gaza, notamment à Ramallah, pour soutenir la fédération palestinienne.
Une divergence d'interprétation des statuts existe, les uns estimant que cette motion doit être adoptée à la majorité simple, les autres avec un seuil de 75%.
Le premier ministre israélien Binyamin Netanyahu donne une interview la veille du congrès, où il indique qu'une suspension d'Israël serait « une politisation flagrante du sport » et aboutirait à un « effondrement de la FIFA ».
Un accord est négocié, dans lequel Israël promet de délivrer des laissez-passer aux footballeurs palestiniens, de même qu'aux arbitres et officiels, mais aussi d'aider au développement de stades et de lever les droits de douane sur tout équipement sportif ; un mécanisme de résolution de conflits sera également mis en place. Toutefois, la question des équipes israéliennes au sein des territoires occupés pose toujours problème.
Jibril Rajoub, président de la fédération palestinienne, déclare finalement au congrès, dans un discours empreint d'émotion, retirer la motion et ajoute : « je souhaite un jour voir le jour où les palestiniens, comme tant d'autres, peuvent profiter des bienfaits de ce jeu ». Il note que la chancellière allemande Angela Merkel est intervenue en médiatrice pour résoudre le conflit. Son homologue israélien donne également un discours et les deux hommes se serrent alors la main.

## Élection du président
Les statuts de la FIFA prévoient que l'élection du président s'effectue par un scrutin secret des membres de la fédération, alors au nombre de 209. Un premier tour permet d'élire un candidat s'il reçoit la majorité des deux tiers, les tours suivants à la majorité simple.
Juste avant le premier vote, l'Australie annonce publiquement son soutien à Ali ben Al Hussein.
Le premier tour donne une très large avance pour Sepp Blatter avec 133 voix, Ali ben Al Hussein remportant 73 voix. Le candidat jordanien décide, à la suite de ce premier tour, de se retirer de la course et concède sa défaite. Sepp Blatter entre alors en fonction pour un cinquième mandat.
Le lendemain, La fédération française indique avoir voté pour Sepp Blatter, déclarant : « Depuis que nous avons obtenu l'organisation de la Coupe du monde féminine, en 2019, nous travaillons très bien avec les salariés de la FIFA ».
Le 2 juin, le mardi suivant le congrès, Sepp Blatter démissionne finalement, mettant un terme à dix-sept ans de présidence.

## Autres nominations
Le Hondurien Alfredo Hawit est nommé président de la CONCACAF, son prédécesseur Jeffrey Webb ayant été renvoyé à la suite de son arrestation dans le cadre de l'affaire de corruption.